# Eleições parlamentares europeias de 2019 (Espanha)
As eleições parlamentares europeias de 2019 na Espanha foram ser realizadas a 26 de Maio e, serviram para eleger os 54 membros espanhóis para o Parlamento Europeu. Aquando da saída definitiva do Reino Unido da União Europeia, serão acrescentados mais 5 deputados europeus e assim fazendo com que Espanha passe a ter 59 deputados ao Parlamento Europeu.

## Composição Atual

### Partidos Nacionais
| Partidos | Partidos                             | Deputados | Grupo parlamentar                                 |
| -------- | ------------------------------------ | --------- | ------------------------------------------------- |
|          | Partido Popular                      | 16 / 54   | Grupo do Partido Popular Europeu                  |
|          | Partido Socialista Operário Espanhol | 14 / 54   | Aliança Progressista dos Socialistas e Democratas |
|          | Podemos                              | 5 / 54    | Esquerda Unitária Europeia/Esquerda Nórdica Verde |
|          | Esquerda Unida                       | 4 / 54    | Esquerda Unitária Europeia/Esquerda Nórdica Verde |
|          | Cidadãos - Partido da Cidadania      | 4 / 54    | Aliança dos Liberais e Democratas pela Europa     |
|          | Esquerda Republicana da Catalunha    | 2 / 54    | Grupo dos Verdes/Aliança Livre Europeia           |
|          | Anova-Irmandade Nacionalista         | 1 / 54    | Esquerda Unitária Europeia/Esquerda Nórdica Verde |
|          | Iniciativa pela Catalunha Verdes     | 1 / 54    | Grupo dos Verdes/Aliança Livre Europeia           |
|          | União, Progresso e Democracia        | 1 / 54    | Aliança dos Liberais e Democratas pela Europa     |
|          | Partido Democrata Europeu Catalão    | 1 / 54    | Aliança dos Liberais e Democratas pela Europa     |
|          | Partido Nacionalista Basco           | 1 / 54    | Aliança dos Liberais e Democratas pela Europa     |
|          | Bloco Nacionalista Galego            | 1 / 54    | Grupo dos Verdes/Aliança Livre Europeia           |
|          | Equo                                 | 1 / 54    | Grupo dos Verdes/Aliança Livre Europeia           |
|          | Independentes                        | 2 / 54    |                                                   |

### Grupos parlamentares europeus
| Grupos | Grupos                                            | Deputados |
| ------ | ------------------------------------------------- | --------- |
|        | Grupo do Partido Popular Europeu                  | 17 / 54   |
|        | Aliança Progressista dos Socialistas e Democratas | 14 / 54   |
|        | Esquerda Unitária Europeia/Esquerda Nórdica Verde | 10 / 54   |
|        | Aliança dos Liberais e Democratas pela Europa     | 8 / 54    |
|        | Grupo dos Verdes/Aliança Livre Europeia           | 5 / 54    |

## Partidos e Alianças
A lista apresentada será a dos partidos/coligações mais importantes:
| Partido | Partido | Cabeça de Lista               | Afiliação Europeia                            |
| ------- | --- | ----------------------------- | --------------------------------------------- |
|         | Partido Popular | Dolors Montserrat             | Partido Popular Europeu                       |
|         | Partido Socialista Operário Espanhol - Partido dos Socialistas da Catalunha | Josep Borrell                 | Partido Socialista Europeu                    |
|         | Unidas Podemos Mudar a Europa - Podemos - Esquerda Unida - Catalunha em Comum - Barcelona em Comum | María Eugenia Rodríguez Palop | Partido da Esquerda Europeia                  |
|         | Cidadãos - Partido da Cidadania - União, Progresso e Democracia | Luis Garicano                 | Partido dos Liberais e Democratas pela Europa |
|         | Agora Repúblicas - Esquerda Republicana da Catalunha - Euskal Herria Bildu - Bloco Nacionalista Galego - Andecha Astur - Puyalón de Cuchas - Alternativa Nacionalista Canária - Congresso Nacional das Canárias - Unidade do Povo | Oriol Junqueras               | Aliança Livre Europeia                        |
|         | Livres pela Europa - Partido Democrata Europeu Catalão - Convergência Democrática da Catalunha - Juntos pela Catalunha | Carles Puigdemont             |                                               |
|         | Coligação por uma Europa Solidária - Partido Nacionalista Basco - Coligação Canária - Compromisso pela Galiza - Geroa Bai - El Pi - Proposta pelas Ilhas - Democratas Valencianos - Grupo Villava                                 | Izaskun Bilbao                | Partido Democrata Europeu                     |
|         | Compromisso pela Europa - Compromís - Em Maré - União Aragonesa - Novas Canárias - Partido Castelhano - Coligação Caballas - Coligação por Melilha - Iniciativa Popular Andalusa - Esquerda Andalusa - Os Verdes da Europa        | Jordi Sebastià                | Partido Verde Europeu/Aliança Livre Europeia  |
|         | Vox | Jorge Buxadé                  |                                               |
|         | Partido Animalista contra o Mau Trato Animal | Silvia Barquero               | Euro Animal 7                                 |

## Resultados Oficiais
| Partidos                | Partidos                             | Votos      | %               | +/-    | Deputados | +/-     |
| ----------------------- | ------------------------------------ | ---------- | --------------- | ------ | --------- | ------- |
|                         | Partido Socialista Operário Espanhol | 7 359 617  | 32,84 / 100,00  | 9,83   | 20 / 54   | 6       |
|                         | Partido Popular                      | 4 510 193  | 20,13 / 100,00  | 5,96   | 12 / 54   | 4       |
|                         | Cidadãos - Partido da Cidadania      | 2 726 642  | 12,17 / 100,00  | 9,01   | 7 / 54    | 5       |
|                         | Unidas Podemos Mudar a Europa        | 2 252 378  | 10,05 / 100,00  | 7,96   | 6 / 54    | 5       |
|                         | Vox                                  | 1 388 681  | 6,20 / 100,00   | 4,63   | 3 / 54    | 3       |
|                         | Agora Repúblicas                     | 1 257 484  | 5,61 / 100,00   | 0,48   | 3 / 54    | Estável |
|                         | Livres pela Europa                   | 1 025 411  | 4,58 / 100,00   | -      | 2 / 54    | -       |
|                         | Coligação por uma Europa Solidária   | 633 265    | 2,83 / 100,00   | -      | 1 / 54    | -       |
|                         | Compromisso pela Europa              | 296 091    | 1,32 / 100,00   | 0,60   | 0 / 54    | 1       |
|                         | Partido Animalista                   | 294 657    | 1,31 / 100,00   | 0,18   | 0 / 54    | Estável |
|                         | Outros                               | 448 808    | 1,99 / 100,00   |        | 0 / 54    |         |
| Votos inválidos         | Votos inválidos                      | 410 620    | 1,83 / 100,00   | 2,27   |           |         |
| Total                   | Total                                | 22 603 898 | 100,00 / 100,00 |        | 54 / 54   |         |
| Eleitorado/Participação | Eleitorado/Participação              | 35 153 255 | 64,30 / 100,00  | 20,49  |           |         |
| Fonte                   | Fonte                                | [ 12 ]     | [ 12 ]          | [ 12 ] | [ 12 ]    | [ 12 ]  |

#### Deputados Antes/Depois do Brexit
| Partidos | Partidos                             | Antes   | Depois  | +/-     |
| -------- | ------------------------------------ | ------- | ------- | ------- |
|          | Partido Socialista Operário Espanhol | 20 / 54 | 21 / 59 | 1       |
|          | Partido Popular                      | 12 / 54 | 13 / 59 | 1       |
|          | Cidadãos - Partido da Cidadania      | 7 / 54  | 8 / 59  | 1       |
|          | Unidas Podemos Mudar a Europa        | 6 / 54  | 6 / 59  | Estável |
|          | Vox                                  | 3 / 54  | 4 / 59  | 1       |
|          | Agora Repúblicas                     | 3 / 54  | 4 / 59  | Estável |
|          | Livres pela Europa                   | 2 / 54  | 3 / 59  | 1       |
|          | Coligação por uma Europa Solidária   | 1 / 54  | 1 / 59  | Estável |
| Total    | Total                                | 54 / 54 | 59 / 59 | 5       |

## Composição 2019-2024

### Partidos Nacionais
| Partidos | Partidos                                     | Deputados | Grupo                                             |
| -------- | -------------------------------------------- | --------- | ------------------------------------------------- |
|          | Partido Socialista Operário Espanhol         | 20 / 54   | Aliança Progressista dos Socialistas e Democratas |
|          | Partido Popular                              | 12 / 54   | Grupo do Partido Popular Europeu                  |
|          | Cidadãos - Partido da Cidadania              | 7 / 54    | Renovar Europa                                    |
|          | Vox                                          | 3 / 54    | Reformistas e Conservadores Europeus              |
|          | Podemos                                      | 2 / 54    | Esquerda Unitária Europeia/Esquerda Nórdica Verde |
|          | Esquerda Unida                               | 2 / 54    | Esquerda Unitária Europeia/Esquerda Nórdica Verde |
|          | Esquerda Republicana da Catalunha            | 2 / 54    | Grupo dos Verdes/Aliança Livre Europeia           |
|          | Independente (Unidas Podemos Mudar a Europa) | 1 / 54    | Esquerda Unitária Europeia/Esquerda Nórdica Verde |
|          | Catalunha em Comum                           | 1 / 54    | Grupo dos Verdes/Aliança Livre Europeia           |
|          | Euskal Herria Bildu                          | 1 / 54    | Esquerda Unitária Europeia/Esquerda Nórdica Verde |
|          | Partido Democrata Europeu Catalão            | 1 / 54    | Grupo dos Verdes/Aliança Livre Europeia           |
|          | Independente (Livres pela Europa)            | 1 / 54    | Grupo dos Verdes/Aliança Livre Europeia           |
|          | Partido Nacionalista Basco                   | 1 / 54    | Renovar Europa                                    |

### Grupos parlamentares
| Grupo | Grupo                                             | Deputados |
| ----- | ------------------------------------------------- | --------- |
|       | Aliança Progressista dos Socialistas e Democratas | 20 / 54   |
|       | Grupo do Partido Popular Europeu                  | 12 / 54   |
|       | Renovar Europa                                    | 8 / 54    |
|       | Esquerda Unitária Europeia/Esquerda Nórdica Verde | 6 / 54    |
|       | Grupo dos Verdes/Aliança Livre Europeia           | 5 / 54    |
|       | Reformistas e Conservadores Europeus              | 3 / 54    |